# پارادوکس آفت‌کش‌ها
پارادوکس آفت‌کش‌ها (به انگلیسی: Paradox of the pesticides) پارادوکسی است که بیان می‌کند اگر آفت‌کش دینامیک طبیعی شکارچی-شکار را در اکوسیستم برهم بزند، استفاده از آفت‌کش بر روی یک آفت ممکن است سبب افزایش فراوانی آفت شود.
برای توصیف پارادوکس آفت‌کش‌ها از نظر ریاضی، معادله لوتکا-ولترا، مجموعه‌ای از معادلات دیفرانسیل غیرخطی مرتبه اول است که اغلب برای توصیف فعل و انفعال‌های شکارچی-شکار استفاده می‌شوند، می‌توانند برای توضیح افزودن آفت‌کش‌ها به درون فعل و انفعال‌های شکارچی و طعمه اصلاح شوند.